# (300008) 2006 UC50
(300008) 2006 UC50 es un asteroide perteneciente al cinturón de asteroides, descubierto el 17 de octubre de 2006 por el equipo del Spacewatch desde el Observatorio Nacional de Kitt Peak, Arizona, Estados Unidos.

## Designación y nombre
Designado provisionalmente como 2006 UC50.

## Características orbitales
2006 UC50 está situado a una distancia media del Sol de 3,011 ua, pudiendo alejarse hasta 3,215 ua y acercarse hasta 2,806 ua. Su excentricidad es 0,067 y la inclinación orbital 10,53 grados. Emplea 1908,73 días en completar una órbita alrededor del Sol.

## Características físicas
La magnitud absoluta de 2006 UC50 es 15,5.